# Anthosactis ingolfi
Anthosactis ingolfi is een zeeanemonensoort uit de familie Actinostolidae.
Anthosactis ingolfi is voor het eerst wetenschappelijk beschreven door Carlgren in 1921.